# Carlo Labia
Carlo Labia (Venezia, 1624 circa – Rovigo, 29 novembre 1701) è stato un arcivescovo cattolico italiano.

## Biografia
Apparteneva ai Labia, famiglia di ricchi commercianti con vaste proprietà in Polesine, entrata nel patriziato veneziano nel 1646. Il padre Giovanni Francesco Labia era senatore della Repubblica veneta, fautore dell'ingresso della famiglia nel libro d'oro. Il fratello Pietro era sacerdote, elevato nel 1642 al canonicato patavino.
Il 27 gennaio 1659 fu eletto alla sede arcivescovile metropolitana di Corfù. Ricevette la consacrazione episcopale il 9 febbraio per l'imposizione delle mani del cardinale Giulio Cesare Sacchetti.
Il 13 settembre 1677 fu trasferito alla sede vescovile di Adria.
Nel 1696 benedisse la prima pietra del nuovo duomo di Rovigo.
Morì a Rovigo il 29 novembre 1701.

## Genealogia episcopale
La genealogia episcopale è:
- Cardinale Tolomeo Gallio
- Vescovo Cesare Speciano
- Patriarca Andrés Pacheco
- Cardinale Agostino Spinola
- Cardinale Giulio Cesare Sacchetti
- Arcivescovo Carlo Labia, C.R.

## Opere

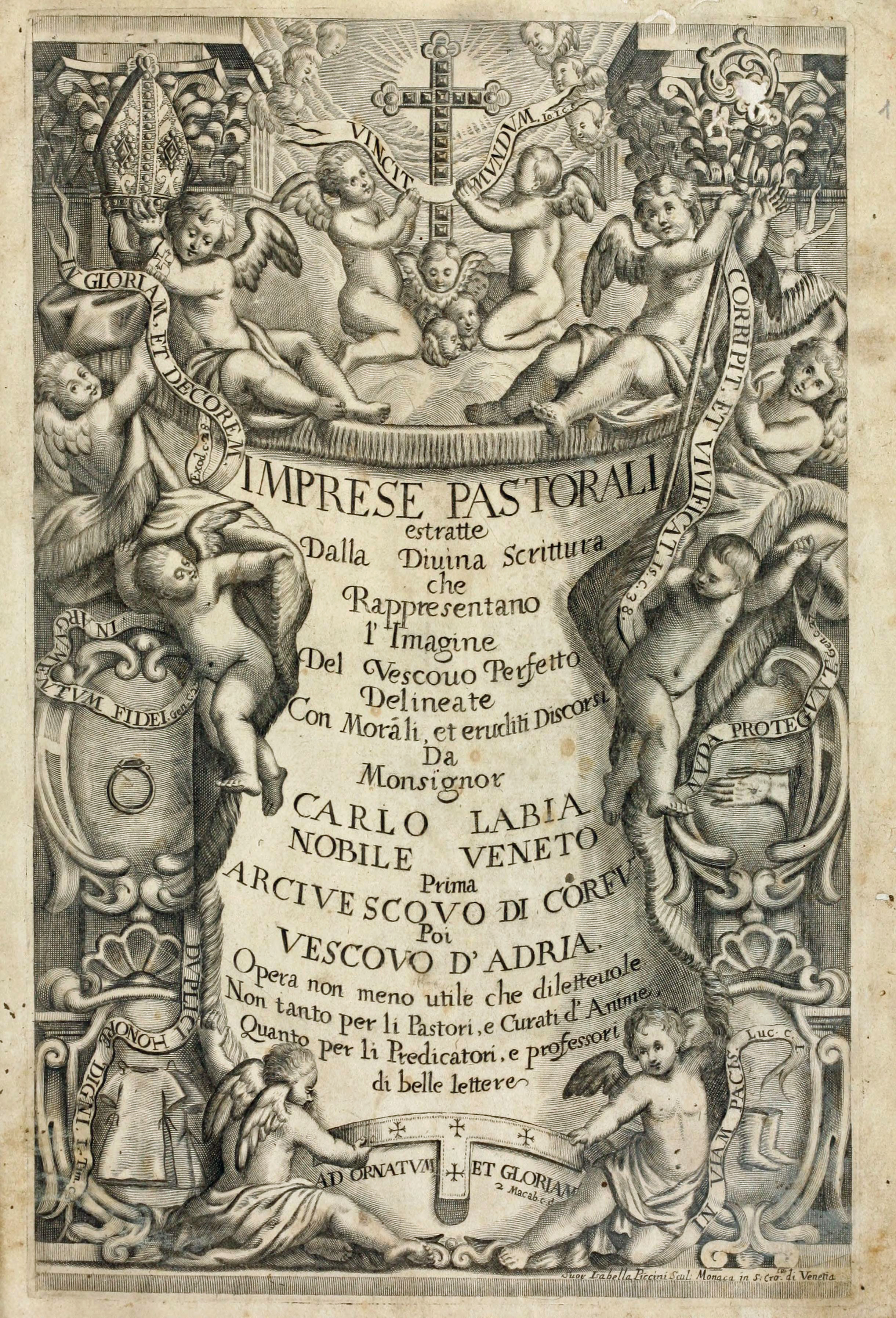
Imprese pastorali estratte dalla Divina Scrittura che rappresentano l'imagine del vescovo perfetto delineate con morali, et eruditi discorsi da monsignor Carlo Labia nobile veneto prima arcivescovo di Corfù poi vescovo d'Adria, Venetia, 1685

- Imprese pastorali estratte dalla Divina Scrittura che rappresentano l'imagine del vescovo perfetto delineate con morali, et eruditi discorsi da monsignor Carlo Labia nobile veneto prima arcivescovo di Corfù poi vescovo d'Adria. Anche on line
- Simboli predicabili estratti da Sacri Evangeli che corrono nella Quadragesima, delineati con morali, e eruditi discorsi da monsignor Carlo Labia, nobile veneto prima arcivescovo di Corfù poi vescovo di Adria, dedicati alli predicatori evangelici.
- Horto simbolico che con Gieroglifici di varij Alberi, e diverse Piante rappresenta le Virtù singulari d'alcuni Santi, e molte Sante. Descritto Con morali, & eruditi discorsi da Monsignor Carlo Labia Nobile Veneto prima Arcivescovo di Corfù poi Vescovo d'Adria; Dedicato Al Celeste Hortolano dell'Horto della Chiesa Giesù Christo Dio, & Huomo Salvator del Mondo.00 Venetia, MDCC. Appresso Nicolò Pezzana.